# Thedy Brändli
Thedy Brändli (12 gennaio 1972) è un allenatore di sci alpino ed ex sciatore alpino svizzero naturalizzato canadese.

## Biografia

### Carriera sciistica
Brändli, originario di Samedan, iniziò la propria carriera nella nazionale svizzera per poi passare a quella canadese; in Coppa del Mondo esordì il 12 marzo 1994 a Whistler in discesa libera (54º) e ottenne il miglior piazzamento il 26 febbraio 1995 nella medesima località in supergigante (46º). L'11 dicembre 1995 conquistò l'ultimo podio in Nor-Am Cup, a Stratton Mountain in slalom gigante (3º), e il 29 dicembre dello stesso anno prese per l'ultima volta il via in Coppa del Mondo, a Bormio in discesa libera (49º). Si ritirò al termine di quella stessa stagione 1995-1996 e la sua ultima gara fu uno slalom speciale FIS disputato il 14 aprile a Lake Louise; non prese parte a rassegne olimpiche o iridate.

### Carriera da allenatore
Dopo il ritiro è diventato allenatore nei quadri della Federazione sciistica del Canada; nel 2001 passò in quelli della Federazione svizzera, seguendo la squadra maschile di Coppa Europa, e nel 2017 tornò in Canada come allenatore capo dell'Alberta Alpine Ski Team.

## Palmarès

### Nor-Am Cup
- 2 podi (dati dalla stagione 1994-1995):
  - 2 terzi posti